# Fieberiella florii
Fieberiella florii är en insektsart som beskrevs av Carl Stål 1864. Fieberiella florii ingår i släktet Fieberiella och familjen dvärgstritar. Inga underarter finns listade i Catalogue of Life.

## Bildgalleri

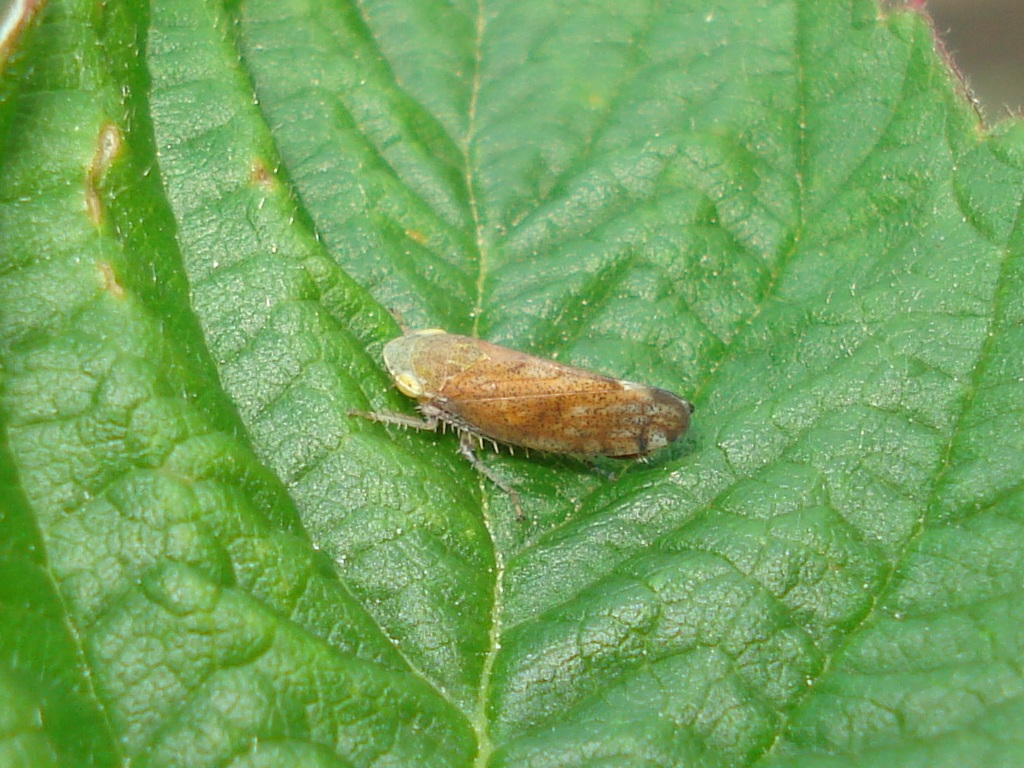